# Fréquence de répétition des impulsions radar
Pour les articles homonymes, voir fréquence (homonymie).
La fréquence de répétition des impulsions radar (PRF, Pulse Repetition Frequency) est le nombre d'impulsions transmises chaque seconde par un radar. Son inverse appelé « période de répétition des impulsions » (PRI, Pulse Repetition Interval) mesure le temps écoulé entre le début d'une impulsion et le début de la suivante. La fréquence de répétition des impulsions est une notion importante car elle détermine à la fois la distance maximale de détection de la cible et le maximum de vitesse Doppler qui peut être déterminé avec précision par le radar. Par extension, la fréquence de répétition des impulsions peut s'appliquer dans le domaine des ondes sonores et lumineuses.

## Définition
Les ondes électromagnétiques (par exemple radio ou lumineuses) sont des phénomènes à fréquence unique conceptuellement purs, tandis que les impulsions peuvent être mathématiquement considérées comme composées d'un certain nombre de fréquences pures qui s'additionnent et s'annulent dans des interactions qui créent un train d'impulsions des amplitudes spécifiques, des fréquences de base, caractéristiques de phase, etc. (Voir Analyse de Fourier). Le premier terme de ces fonctions est la fréquence de répétition des impulsions et s'applique pour les systèmes tels le radar et le sonar.

## Ambiguïté sur la distance
La portée maximale d'un radar est déterminée en fonction du temps {\displaystyle \,\tau } (en {\displaystyle s}) qui s'écoule entre l'émission d'une impulsion et sa réception, par la relation : {\displaystyle d={\frac {c\tau }{2}},}où c est la vitesse de la lumière
Pour obtenir une valeur précise de la distance de la cible, une impulsion doit être émise et reçue avant que l'impulsion suivante soit émise. On peut ainsi calculer la portée maximale du système :
{\displaystyle DistanceMax={\frac {c\tau _{PRT}}{2}}={\frac {c}{2PRF}}\qquad {\begin{cases}\tau _{PRT}={\frac {1}{PRF}}\end{cases}}}.
En raison de la nature périodique des systèmes de radars pulsés, il est impossible pour un système de radar unique de déterminer la distance entre deux cibles si elles sont séparées par un multiple entier de la portée maximale. Les systèmes plus sophistiqués évitent ce problème en utilisant simultanément des fréquences de répétition des impulsions (PRF) différentes, ou alors une fréquence unique avec des périodes inter–pulsations (PRT) variables.
Dans le domaine sonore, la vitesse de propagation est la vitesse du son au lieu de celle de la lumière.

## Source
- (en) Cet article est partiellement ou en totalité issu de l’article de Wikipédia en anglais intitulé « Pulse repetition frequency » (voir la liste des auteurs).